# Топкинский муниципальный округ
Топкинский муниципальный округ — муниципальное образование (муниципальный округ) в Кемеровской области России.
Административный центр — город Топки.
В рамках административно-территориального устройства области муниципальный округ находится на территории двух административно-территориальных единиц: Топкинский район и город областного подчинения Топки.

## География
Муниципальный округ расположен на западе Кемеровской области. Граничит с муниципальными округами: на севере с Юргинским, на востоке — с Кемеровским, на юге — с Промышленновским. На западе граничит с Новосибирской областью.

## История
В рамках местного самоуправления, Законом Кемеровской области от 17 декабря 2004 года № 104-ОЗ на территории Топкинского района и города областного подчинения Топки было образовано муниципальное образование, наделённое статусом муниципального района. На его территории было образовано 12 муниципальных образований нижнего уровня: 11 сельских поселений и 1 городское поселение. 29 июня 2019 года муниципальный район был упразднён, а все входившие в его состав поселения были объединены в новое муниципальное образование — Топкинский муниципальный округ.
В рамках административно-территориального устройства области, Топкинский район как административно-территориальная единица сохраняет свой статус, при этом Топки являются городом областного подчинения.

## Население
Муниципальный район и муниципальный округ (с г. Топки)
| 2010    | 2011    | 2012    | 2013    | 2014    | 2015    | 2016    | 2017    | 2018    |
| ------- | ------- | ------- | ------- | ------- | ------- | ------- | ------- | ------- |
| 44 887  | ↘44 806 | ↘44 647 | ↘44 435 | ↘44 299 | ↘44 096 | ↗44 103 | ↘43 862 | ↘43 474 |
| 2019    | 2020    | 2021    | 2025    |         |         |         |         |         |
| ↘43 010 | ↘42 891 | ↘41 206 | ↘40 199 |         |         |         |         |         |

### Урбанизация
В городских условиях (город Топки) проживают  66,29 % населения муниципального района на 1 января 2025 года (с 29 июня 2019 года — муниципального округа).

## Территориальное деление
- Осиногривское территориальное управление
- Усть-Сосновское территориальное управление
- Верх-Падунское территориальное управление
- Зарубинское территориальное управление
- Лукошкинское территориальное управление
- Соломинское территориальное управление
- Хорошеборское территориальное управление
- Черемичкинское территориальное управление
- Топкинское территориальное управление
- Юрьевское территориальное управление
- Шишинское территориальное управление